# Prepona subomphale
Prepona subomphale är en fjärilsart som beskrevs av Le Moult 1932. Prepona subomphale ingår i släktet Prepona och familjen praktfjärilar. Inga underarter finns listade i Catalogue of Life.